# Le Muy
Le Muy település Franciaországban, Var megyében. Lakosainak száma 9882 fő (2022. január 1.). Le Muy Les Arcs, Bagnols-en-Forêt, Callas, La Motte, Roquebrune-sur-Argens, Sainte-Maxime és Vidauban községekkel határos.

## Népesség
A település népességének változása:
| Lakosok száma | 9328 | 9361 | 9500 | 9134 | 9281 | 9288 | 9468 | 9646 | 9882 |
|               | 2013 | 2015 | 2016 | 2017 | 2018 | 2019 | 2020 | 2021 | 2022 |